# Hermann Dick (Maler)
Hermann Dick (* 27. Februar 1875 in Düsseldorf; † 25. August 1958 in Ahrhütte) war ein deutscher Maler.

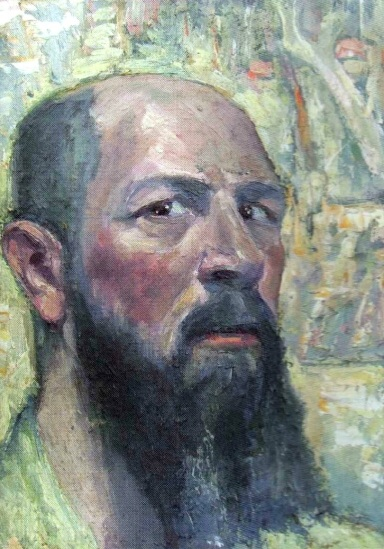
Selbstporträt

## Leben

### Ausbildung
Hermann Dick studierte in München, Berlin und Paris. Er erhielt seine Ausbildung zum Landschaftsmaler bei Otto Strützel (1855–1930) und zum Porträtmaler bei Hugo Freiherr von Habermann (1849–1925) in München. Nachweislich war Hermann Dick 1906 an der Kunstakademie München als Student bei von Habermann. Danach folgte eine Ausbildung bei Lovis Corinth, der seit 1901 eine private Malschule in Berlin unterhielt und mit dem Hermann Dick eine langjährige innige Freundschaft, über dessen Tod hinaus, verband. Zum 10. Todestag von Lovis Corinth schrieb Hermann Dick am 17. Juli 1935 in der Kölner Zeitung Der Tag den folgenden Beginn einer Berichtes über ihn:

„Den ersten Corinth sah ich in Venedig, den zweiten, ‚Ansorges Freilichtporträt‘, in München, eine Arbeit von derart starkem Wurf, dass ich mich daraufhin von Isar-Athen (scherzhafte Bezeichnung für München) verzog. Persönlich lernte ich den Meister erst Jahre später kennen. – So ganz anders hatte ich mir den genialen Zeichner, den kühnen Koloristen, vorgestellt!“

### Studienreisen

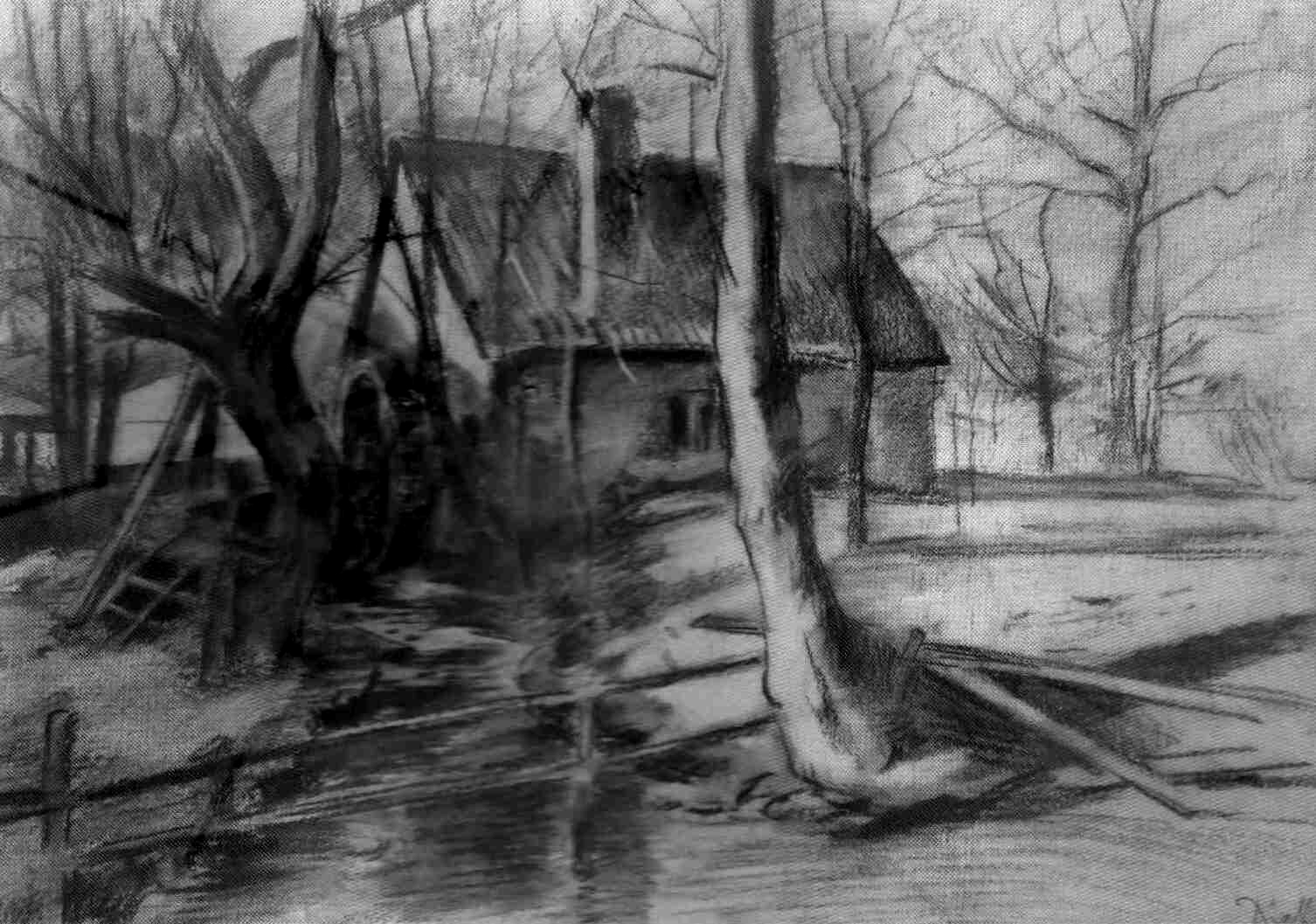
Ölmühle

Um sich in seiner Maltechnik weiterzubilden und neue Eindrücken zu gewinnen, reiste Hermann Dick in den Jahren 1908 bis 1914 nach Worpswede, mehrfach in die Eifel, in die Normandie, in die Bretagne, nach Paris, Südfrankreich, Korsika, Portugal und in das Künstlerdorf Dötlingen.
Die Künstlerkolonie Dötlingen befand sich in den ersten Jahrzehnten des zwanzigsten Jahrhunderts im niedersächsischen Dorf Dötlingen, gelegen im Landkreis Oldenburg wenige Kilometer nordwestlich des Kreissitzes Wildeshausen auf der Nordseite des kleinen Huntetales der Wildeshauser Geest. Diese Künstlerkolonie ist noch heute für Landschaftsmalerei bekannt. Im Künstlerdorf Dötlingen – neben Worpswede und Dangast einer der drei Künstlerorte in der Nähe von Bremen – lebten und arbeiteten ab 1900 Künstler wie Georg Müller vom Siel, August Kaufhold, Carl Lohse und Mitglieder der Künstlervereinigung „Junges Rheinland“ wie Otto Pankok, Richard Gessner, Werner Gilles, Hermann Hundt und Gert Heinrich Wollheim.
In die Künstlerkolonie Dötlingen kam Hermann Dick zum ersten Mal am 1. Juni 1911 mit seiner russischen Freundin Lubow Letnikof an. Dort entstanden hauptsächlich seine ausdrucksstarken und farbintensive Landschaftsgemälde. Danach ging Hermann Dick über Moskau und Paris nach Worpswede. Diese Daten sind einem Tagebuch, vom mit Hermann Dick befreundeten Edwin Könemann zu entnehmen. Edwin Könemann war der Erbauer der sogenannten „Worpsweder Käseglocke“.

### Arbeitsaufenthalte

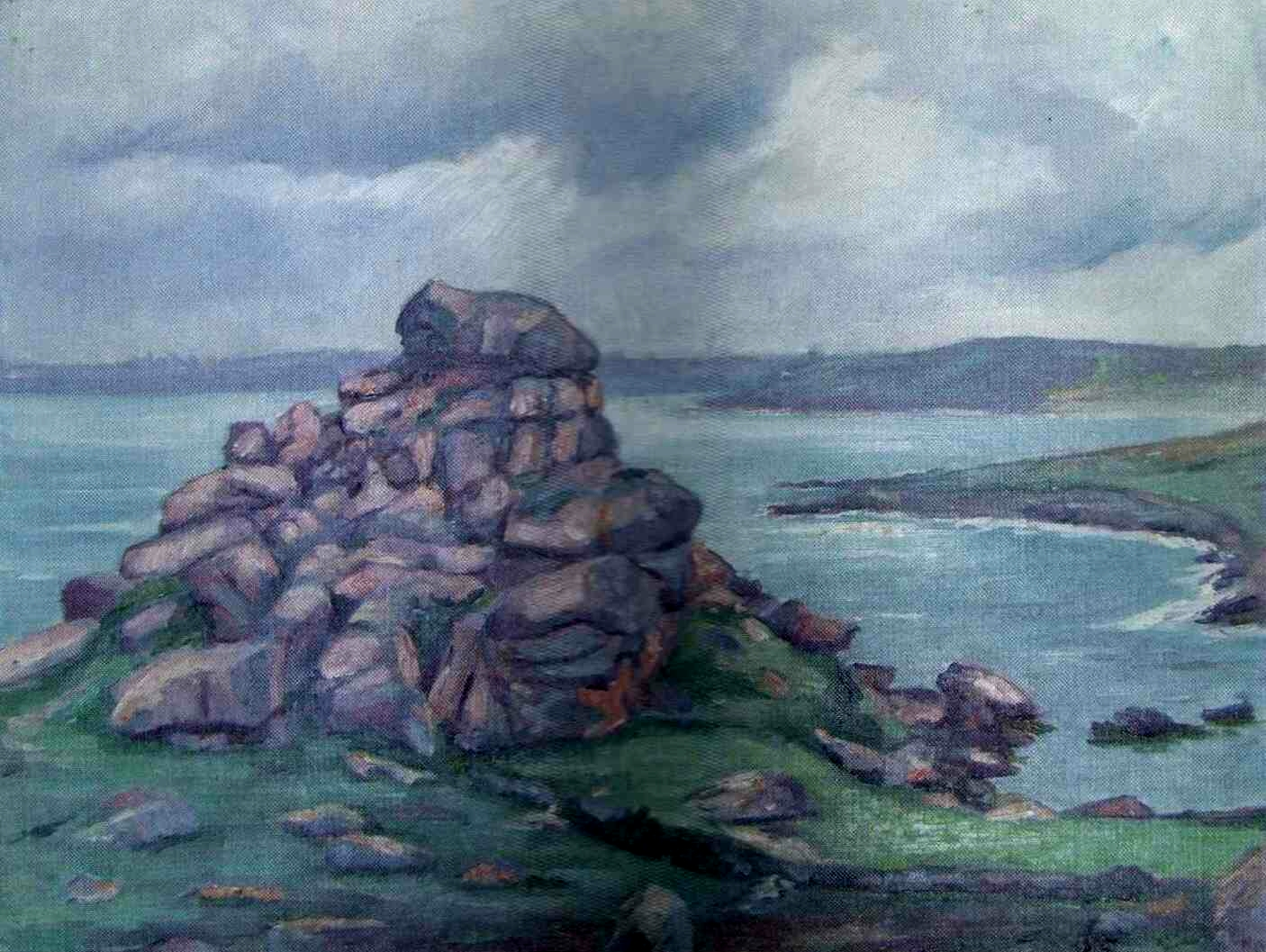
Korsika 1

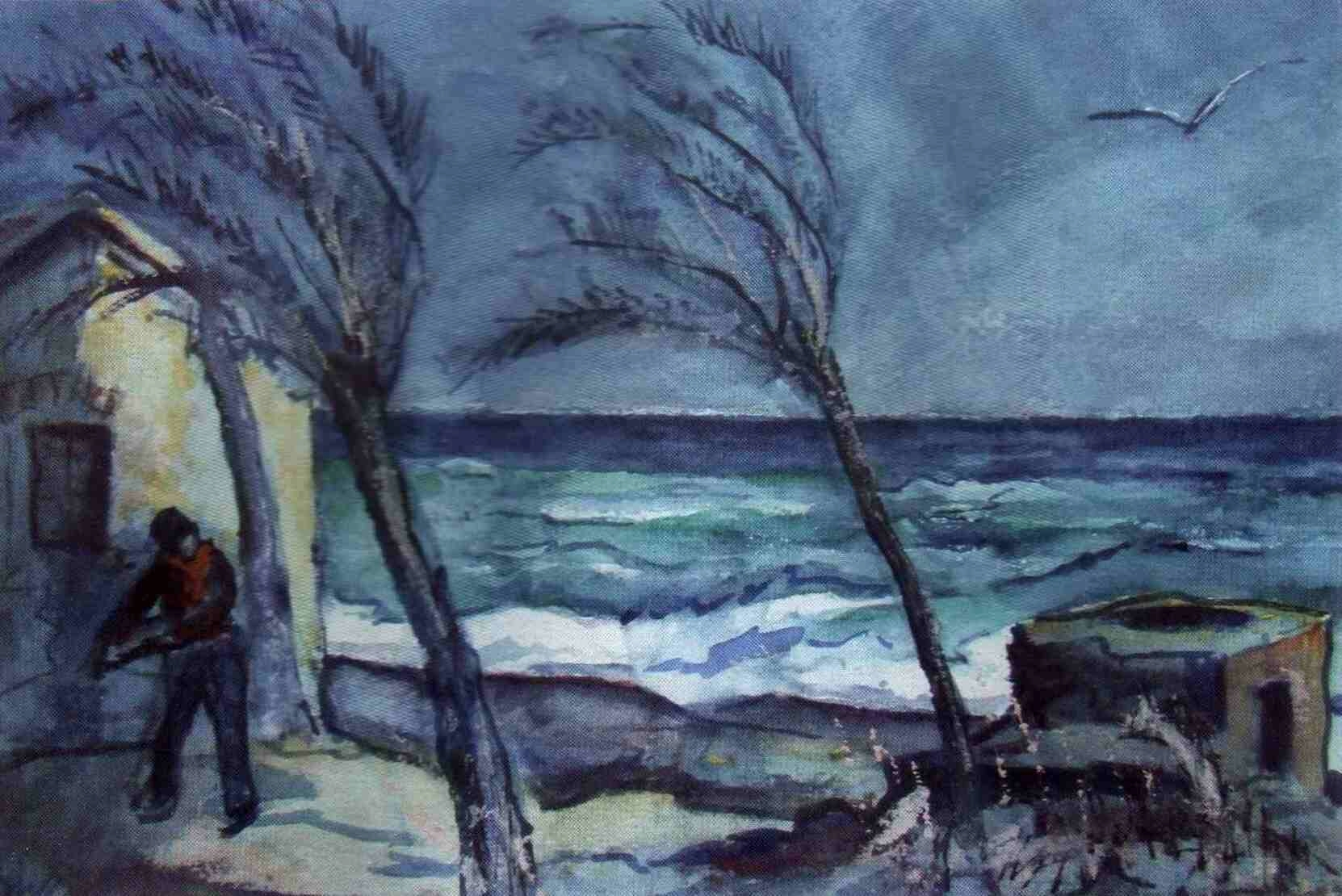
Korsika 2

Am 6. August 1913 kam Hermann Dick gemeinsam mit seiner Mutter Helene Stockhausen in Paris an. Ein Dokument des Polizeipräsidenten von Paris bezeugt, dass sich Hermann Dick zur erkennungsbehördlichen Registrierung am 28. September 1913 hier angemeldet hatte, um den Beruf des Malers auszuüben.
Nach dem Ausbruch des Ersten Weltkrieges wurde Hermann Dick in Paris ausgebombt. Für den dabei entstandenen Verlust wurde ihm am 17. September 1923 in Köln aufgrund im Ausland erfolgter Kriegsschäden eine Abfindung zuerkannt. In Form eines Vergleichs erhält Hermann Dick eine Entschädigung in Höhe von 42.830.670.000 Mark. Diese gewaltig anmutende Summe hätte, bedingt durch die Inflation, heute einen Wert von ca. 1.200 Euro.
Nach diesem Verlust seiner Habe und weil ihm seine Aufenthaltsgenehmigung in Frankreich nicht verlängert wurde, musste Hermann Dick dann nach Deutschland zurückgekehrt sein. Er wurde Soldat im 29. Infanterie-Regiment in Angermünde.
In den Jahren 1926 und 1927 hielt sich Hermann Dick wieder in Paris auf. Frankreich wurde für ihn zu einer zweiten Heimat. Was ihn erneut in die französische Hauptstadt zog, ist nicht überliefert.
Von Paris aus ging Hermann Dick weiter in den Süden: die Riviera, Korsika, Portugal und Italien. Hier malte er überwiegend Landschaften in Öl und in Aquarell. Seine Bilder wurden stiller, die Farben dunkler. Blau schien seine Lieblingsfarbe zu sein: blau wie das Wasser, das er meisterhaft zu gestalten wusste.
Den deutschen Maler zog es darauf zurück nach Deutschland. Er ging nach Berlin. Hier malte er Berliner Landschaften – Berliner Motive, überwiegend mit Flüssen und Seen – und Industrie-Aquarelle. Die Kanzlei des Ministeriums für Wissenschaft und Kunst erwarb von ihm u. a. einige seiner Berliner Landschafts- und Industriegemälde.
Da Hermann Dick an jedem seiner Kunstwerke hing, verkaufte er nicht gerne und schon gar nicht um jeden Preis. Nur soviel, dass es zu einer bescheidenen Lebensführung reichte und zum Erwerb seiner Malutensilien: Farben, Papier, Pinsel, Leinwand und Rahmen. Gleichzeitig zeichnete er Illustrationen für die Kölner Zeitung.
Von den Jahren 1932 und 1933 lebte er überwiegend in Ahrhütte/Eifel. In diesen Jahren entstanden viele seiner Landschaftsgemälde von Rhein, Mosel und Ahr.
Dann zog Hermann Dick nach Köln, Bonner Str. 500, ins Atelierhaus 2 III um. Hier in Köln entstanden neben Landschaftsmalerei auch Sachlichkeitsmalerei. Seine Kunstwerke wurden nun in vielen Ausstellungen des Kölner Kunstvereins, in Hannover und diversen Städten des Rheinlandes präsentiert.
Nach Ausbruch des Zweiten Weltkrieges wurde Hermann Dick bis zum Jahr 1943 bei der deutschen Sprengstoffchemie als Laborant verpflichtet und in Königsdorf bei Wolfratshausen in Oberbayern eingesetzt.
Im Jahr 1943 wurde Hermann Dick auch in diesem Krieg in seiner Wohnung in Köln-Klettenberg ausgebombt. Mit seinen 68 Jahren verlor er zum zweiten Mal durch Krieg sein ganzes Hab und Gut samt all seinen Malutensilien. Aus der zerbombten Kölner Wohnung konnte er nur wenige seiner Gemälde bergen. Mit einem Koffer ging er zurück nach Königsdorf bei Wolfratshausen. Hier bewohnte er für einige Jahre eine kleine Wohnung im Dachgeschoss eines Bauernhauses. Auch hier malte er noch vereinzelt Landschaftsansichten in leichter transparenter Art. Bei einem Einbruch in seine Wohnung wurde ihm sein Koffer, in dem er seine Bilder aufbewahrte, gestohlen und in einem nahe gelegenen Bach wiedergefunden. Viele Arbeiten waren durch das in den Koffer eingedrungene Wasser zerstört.
Im Jahr 1955 holte ihn sein Sohn Ernst zu sich nach Ahrhütte, wo er am 25. August 1958 verstarb.
Er selber hat sich in einem selbstverfassten Gedicht so beschrieben:
Ob Larven um mich sind oder Harlekinsfassaden,

ob ich in der feierlichen Harmonie einer südlichen Landschaft

oder in der leeren Trübseligkeit einer Berliner Vorstadtstraße stehe –

ich bleibe, wozu mich das Schicksal verpflichtet hat –

ein Maler

## Werk
10 Zeichnungen von Hermann Dick befinden sich in der grafischen Abteilung des Museums Ludwig in Köln.
Weiterhin sollen nach Ausführungen der Künstlerlexika sich weitere Werke von Hermann Dick in folgenden Museen befinden:
- Wallraf-Richartz-Museum in Köln („Selbstporträt von 1926“)
- Städtische Kunstsammlung in Düsseldorf („Riviera-Landschaft“ und „Bretonischer Hafen“ von 1927)
- Wuppertaler Ruhmeshalle in Barmen („Rheinische Landschaft“ und „Italienische Landschaft“ von 1928)
- Suermondt-Ludwig-Museum in Aachen („Meer bei Bordighera“ von 1928)

Bilder von Hermann Dick
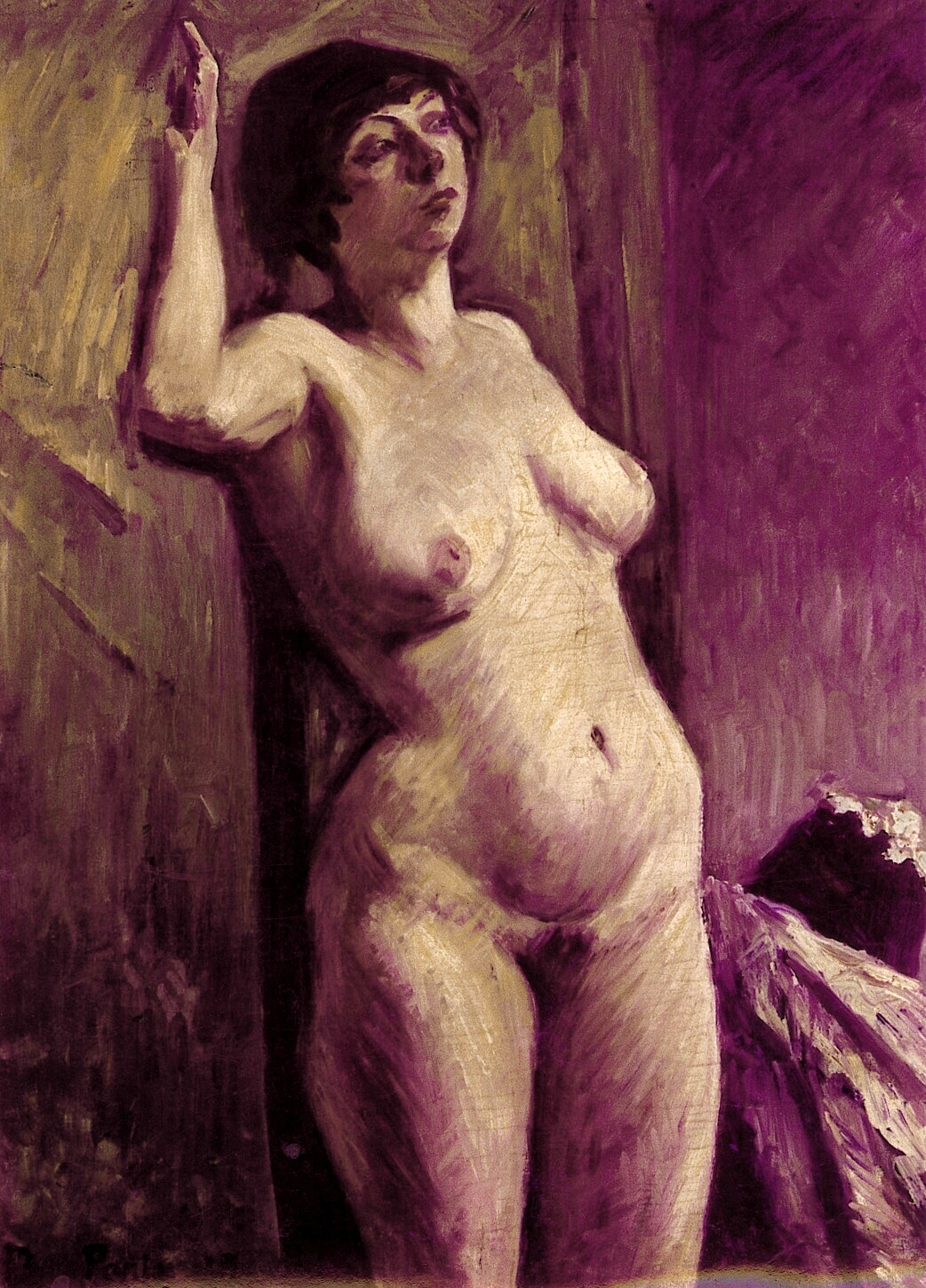
Lubow Letnikof-Porträt 1911
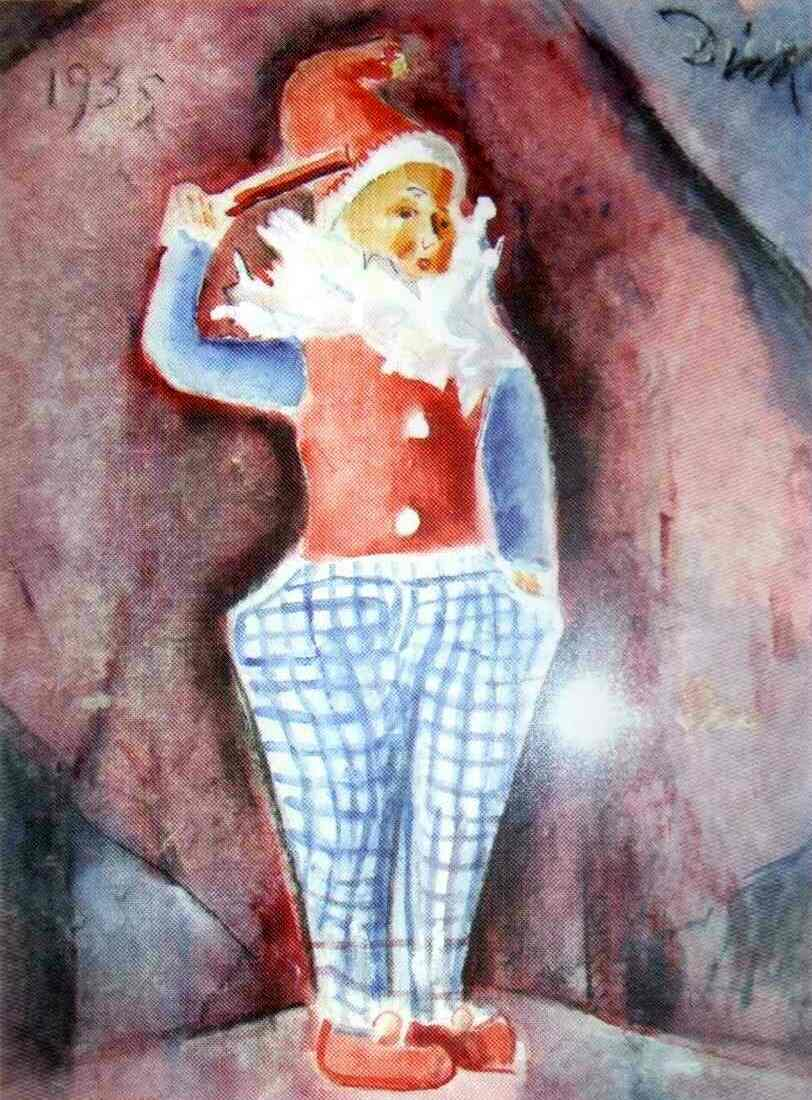
Clown 1935
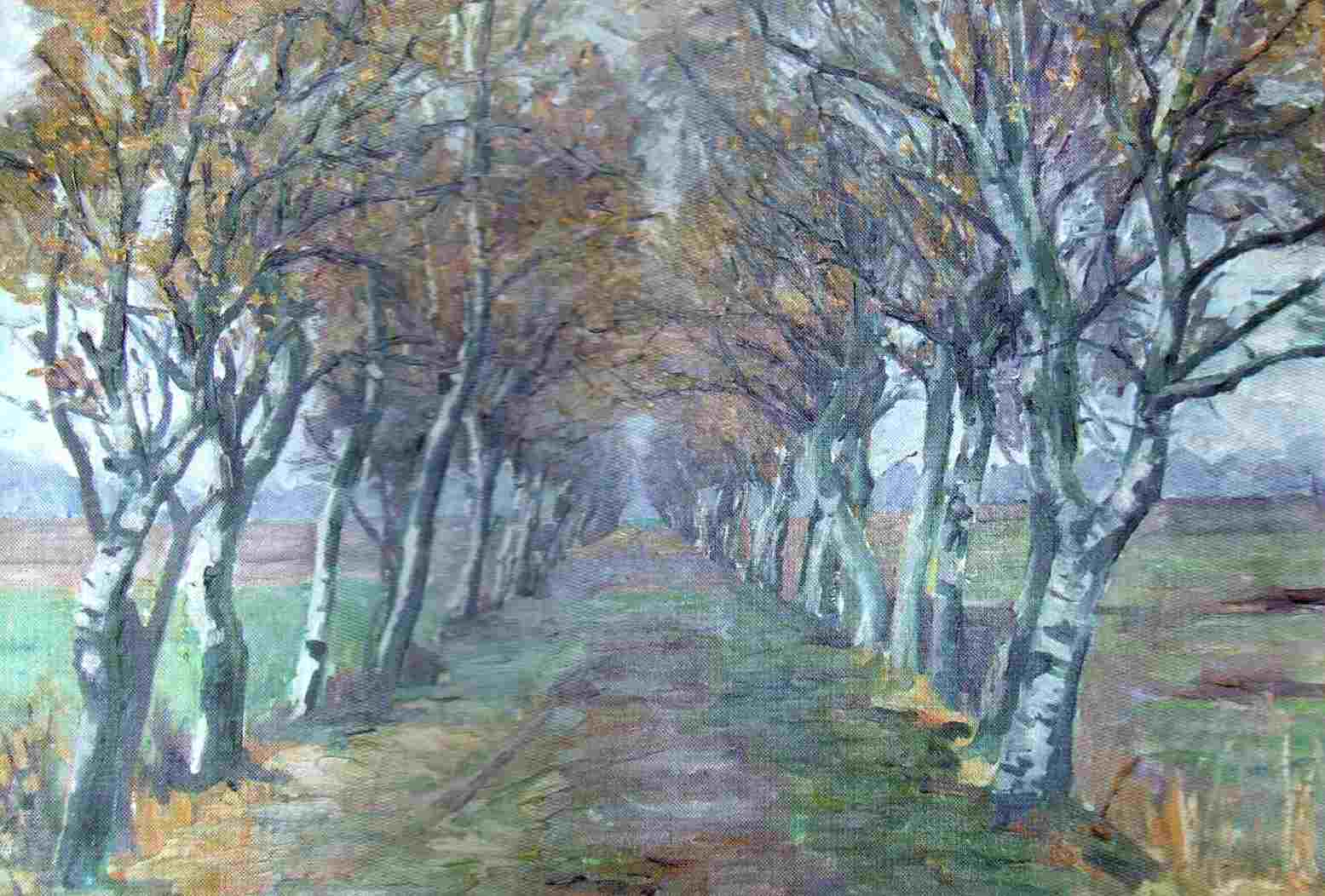
Allee
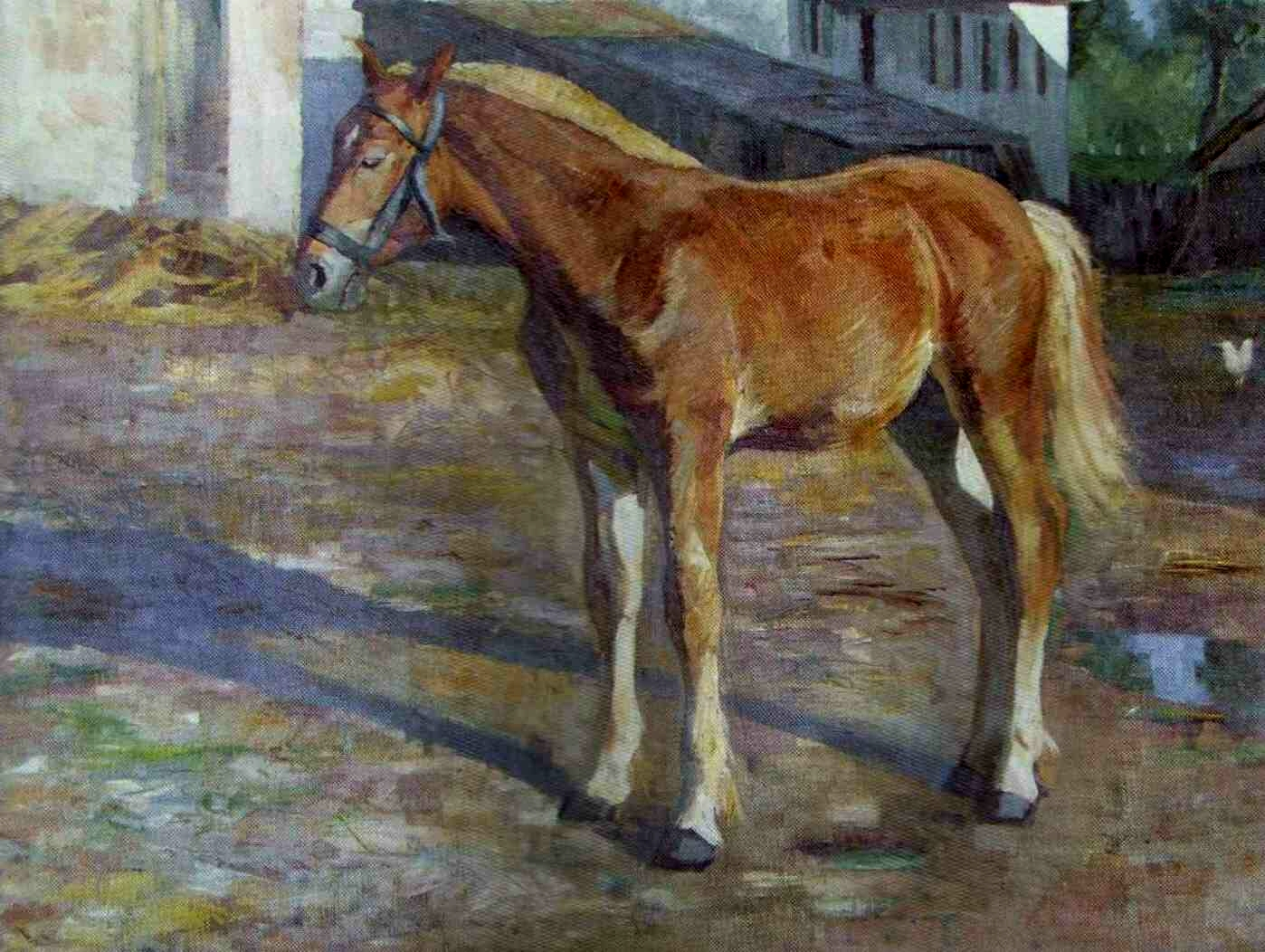
Fohlen
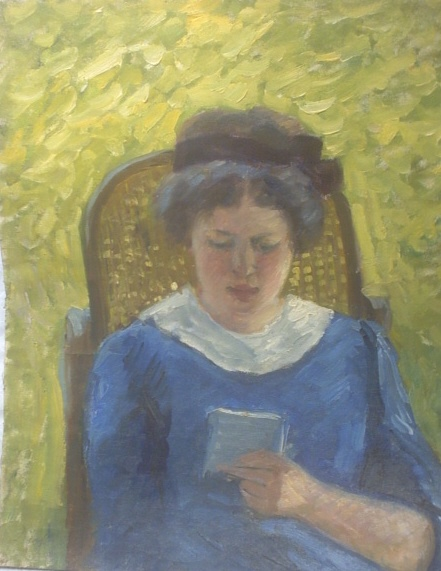
Lesendes Mädchen
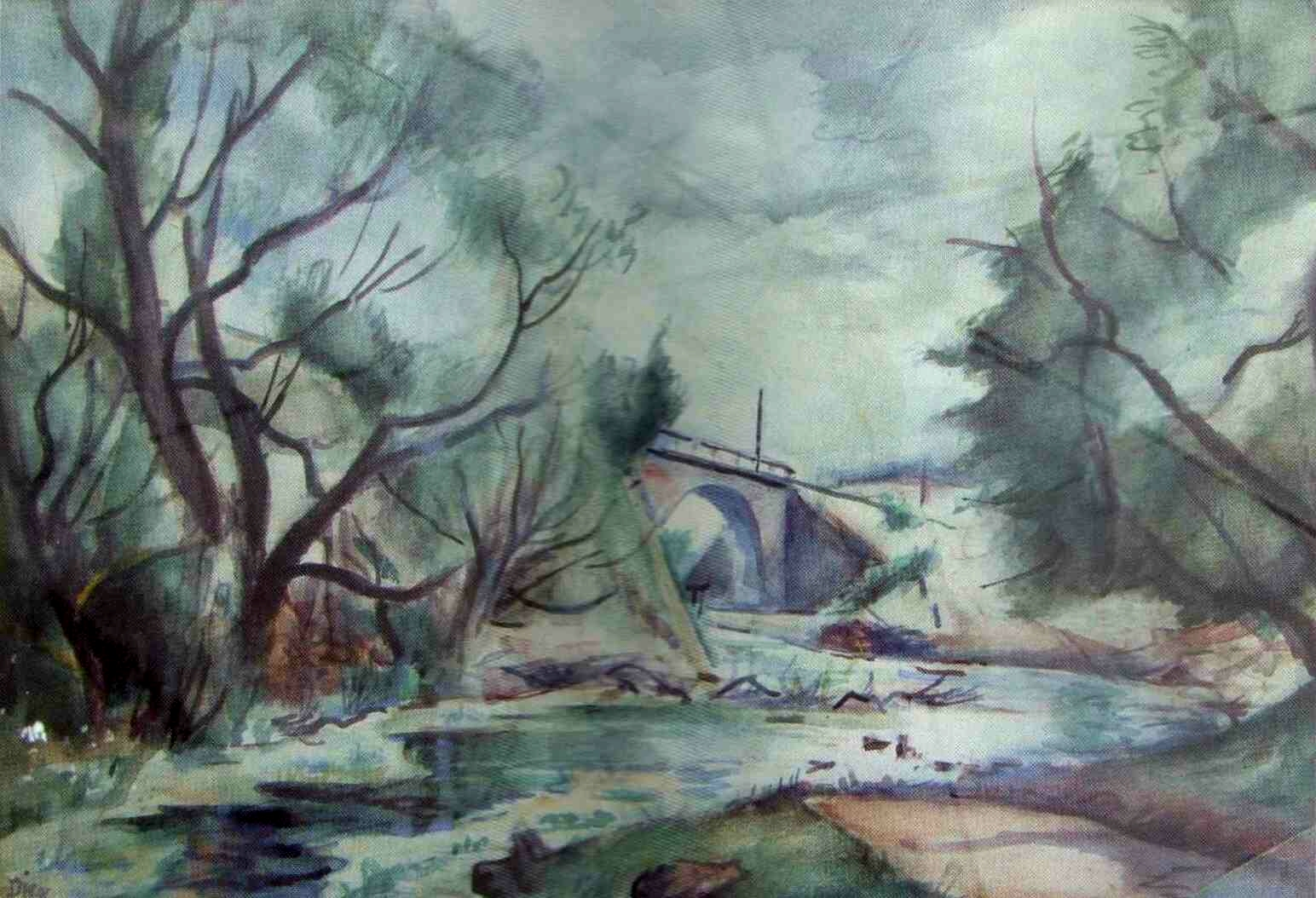
Burgpützen
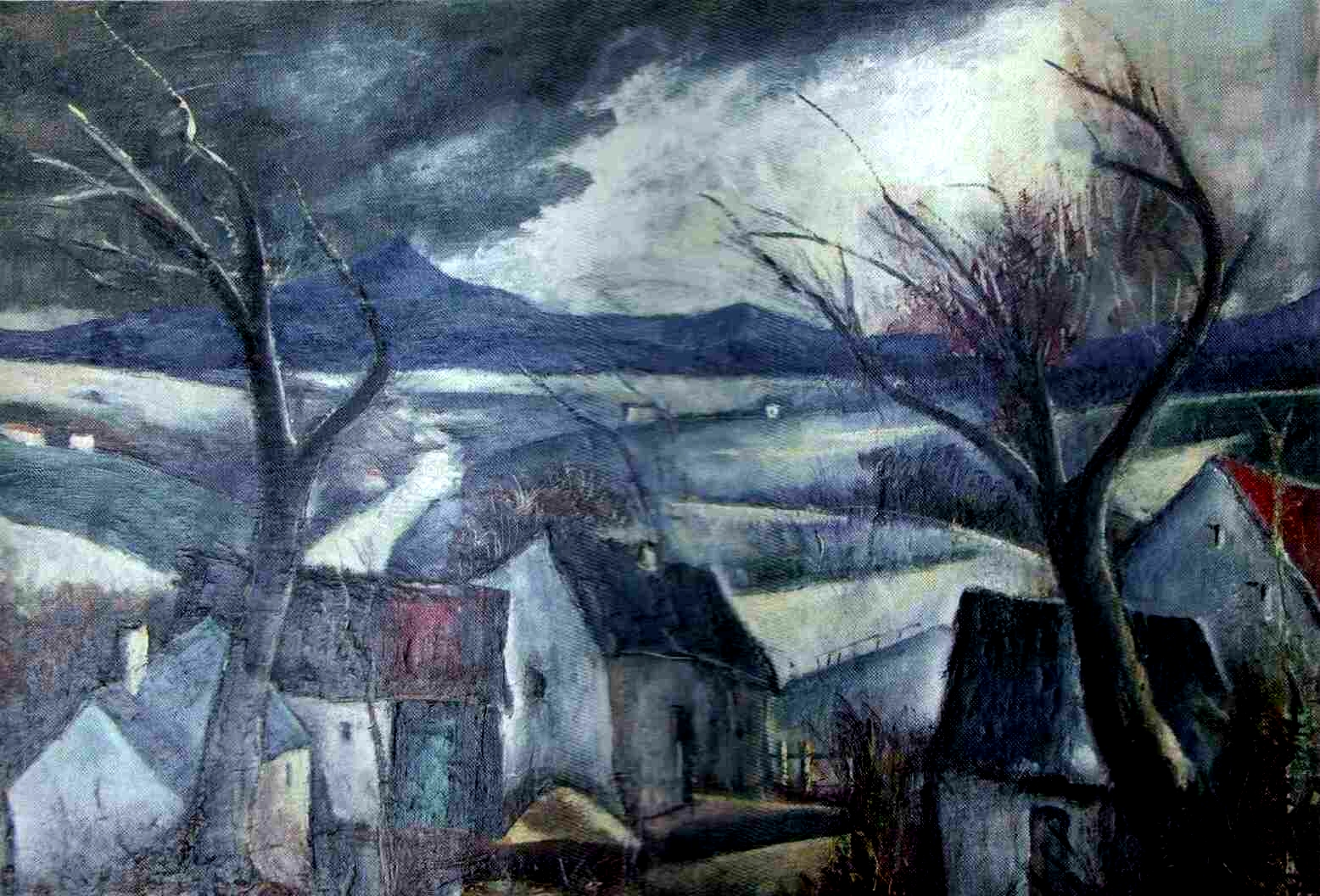
Schloßthal (1)
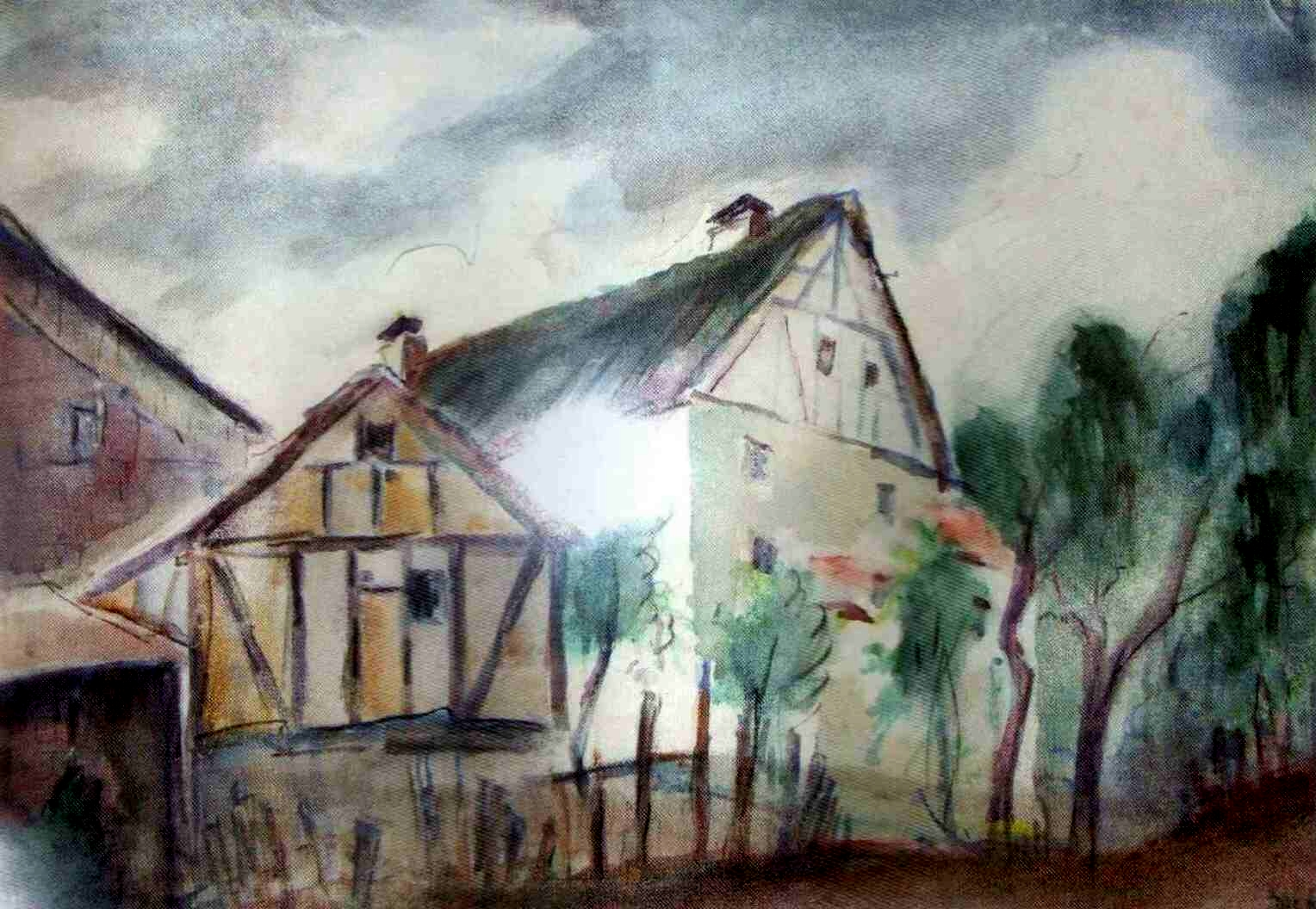
Schloßthal (2)
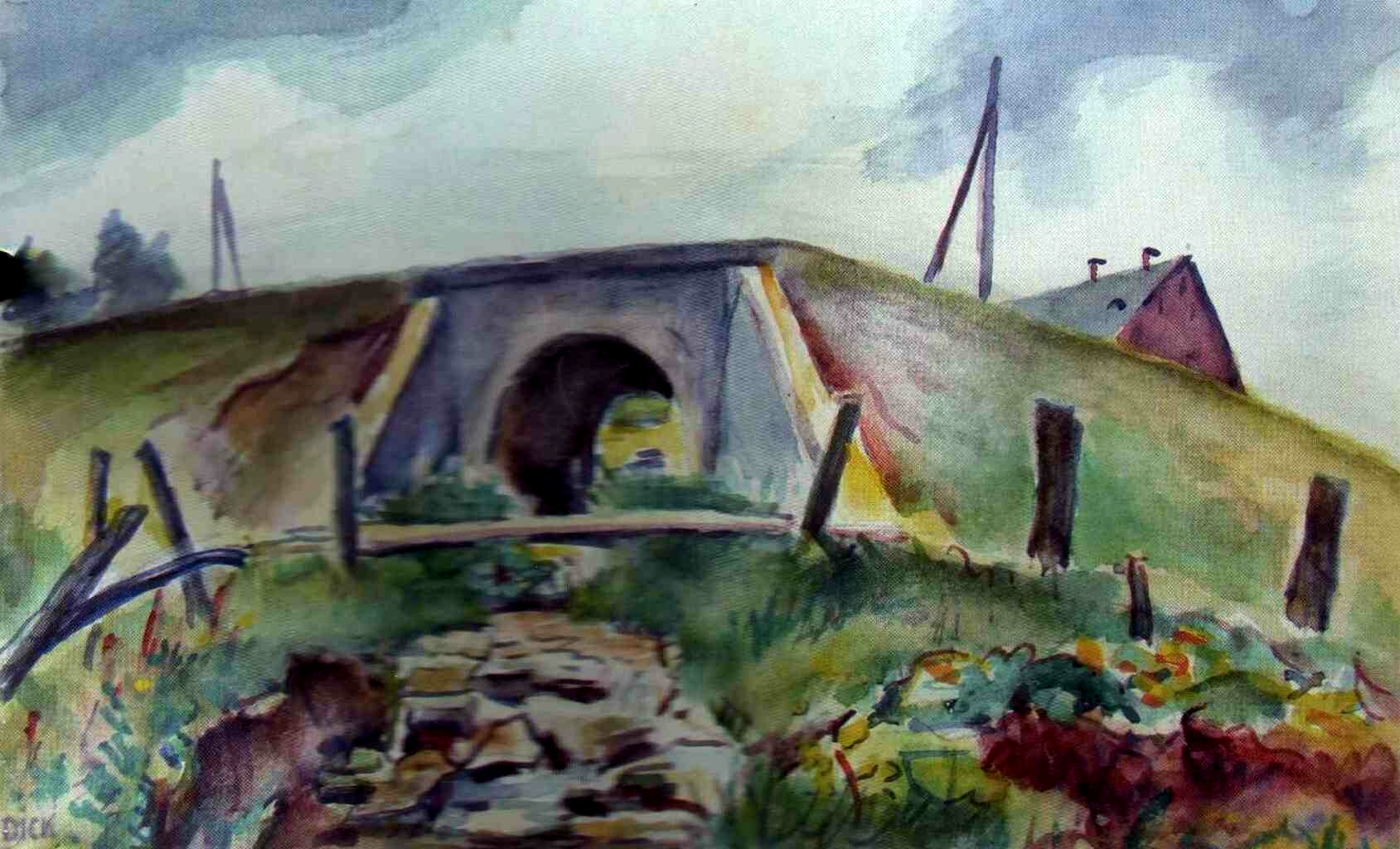
Weg zur Ahrhütte